# Synaxis aurantiacaria
Synaxis aurantiacaria är en fjärilsart som beskrevs av Alpheus Spring Packard 1876. Synaxis aurantiacaria ingår i släktet Synaxis och familjen mätare. Inga underarter finns listade i Catalogue of Life.